# Gérard Bourgarel
Gérard Bourgarel, né en 1931 à Genève et mort le 19 septembre 2012 à Fribourg, est un négociant en café, politicien et auteur suisse.
En 1954, il fonde à Genève la communauté d'Emmaüs et participe la même année, à des actions pour la paix en Algérie, avec la fédération Civitas Nostra. Il est considéré comme le fondateur, en 1964, de l'association Pro Fribourg.

## Biographie
Après une formation commerciale, il ne poursuit pas le chemin tout tracé de son père dans le commerce en gros du café, mais se tourne vers les Beaux-Arts. Son expérience a d'abord été marquée par l'Allemagne, après la guerre ; puis la misère et la pauvreté dans les banlieues parisiennes et lyonnaises ont profondément aiguisé ses pensées humanistes.
En 1960, il s'installe à Fribourg, dans le quartier du Bourg, où il s'oppose farouchement à la destruction programmée de ce quartier urbain résidentiel. Gérard Bourgarel rassemble des compagnons de route et crée une association, dont le but est de préserver et de valoriser l'aspect traditionnel de la cité fribourgeoise. En 1982, Bourgarel est élu au Conseil général de la ville de Fribourg, fonction qu'il occupe neuf ans jusqu'en 1991, et qu'il quitte ensuite à la faveur d'un siège comme membre du Grand Conseil de Fribourg du canton de Fribourg. Jusqu'en 1999, il milite au parti écologiste suisse (Les Verts fribourgeois).

## Articles
- Fribourg : Le Bourg de fondation sous la loupe des archéologues, 1998
- William England (1816-1896) : dès 1863, son exploration photographique de la Suisse, 2005